# Seventeen Forever
«Seventeen Forever» es el cuarto sencillo del grupo pop Metro Station, de su autonombrado álbum debut Metro Station.
El sencillo fue lanzado el 13 de diciembre del 2008, y se posicionó en tres de los mejores charts de Billboard.

## Lista de canciones
1. "Seventeen Forever" (Squinty Eyed Boab Mix) - 3:03
2. "Shake It" (Lenny-B Remix) - 3:22
3. "Kelsey"  - 3:28
4. "Seventeen Forever" (Acoustic)  - 1:54

## Posicionamiento
| Listas (2008)                 | Posición |
| ----------------------------- | -------- |
| Australian ARIA Singles Chart | 43       |
| Canadian Hot 100              | 75       |
| UK Singles Chart              | 89       |
| U.S. Billboard Hot 100        | 42       |
| U.S. Billboard Pop Songs      | 26       |